# Marta Ball-llosera i Font
Marta Ball-llosera i Font és una ambientòloga catalana.

## Biografia
Llicenciada en ciències ambientals a la Universitat Autònoma de Barcelona (primera promoció) Ha estat una activista ambiental que ha treballat com a coordinadora de la Secretaria Tècnica i portaveu des de l'any 2000 fins al 2006 i des del 2011 fins al 2020 a la Institució Alt Empordanesa per a l'Estudi i Defensa de la Natura i Salvem l'Empordà. Ha estat sòcia i treballadora de la cooperativa Terregada.net, una cooperativa de treball sense ànim de lucre que treballa amb projectes vinculats al medi ambient i el territori. Actualment exerceix com a tècnica de medi ambient.
De cara les eleccions al Parlament de Catalunya de 2015, va ser candidata de la Candidatura d'Unitat Popular - Crida Constituent a la circumscripció de Girona després de ser escollida en primàries.